# Ramageoptera platycephala
Ramageoptera platycephala (лат.) — ископаемый вид мелких хризидоидных ос-бетилид из подсемейства Protopristocerinae, единственный в составе вымершего рода Ramageoptera из отложений мелового периода (бирманский янтарь). 

## Описание
Мелкая бетилоидная оса описана по самке, сохранившейся в бирманском янтаре мелового периода из Танаи, север Мьянмы. Ramageoptera platycephala демонстрирует большинство известных признаков, используемых для описания вымершего подсемейства Protopristocerinae, и подчёркивает предполагаемый стем-статус для Pristocerinae, которые могут занимать Protopristocerinae. R. platycephala уникален среди Protopristocerinae, тем, что у него голова плоская и квадратная; глаза голые и маленькие; мандибулы с четырьмя заметными острыми зубцами; антенна с коротким скапусом; переднее крыло с отсутствующей жилкой Rs + M; жилка М прямая; ячейка 2R1 открытая дистально; ячейка 1Cu закрытая, примерно равна ячейке R; ячейка 2Cu открытая. Вид Ramageoptera platycephala был впервые описан в 2021 году французскими палеонтологами Corentin Jouault и Manuel Brazidec (Франция).